# Basilica di San Giorgio (Victoria)
La basilica di San Giorgio è una chiesa che si trova a Victoria, il capoluogo dell'isola di Gozo.

## Storia e descrizione
La basilica in stile barocco, fu eretta durante la seconda metà dell'XVII secolo e dedicata a San Giorgio Martire. 
In seguito al terremoto del Val di Noto del 1693, in cui le onde sismiche raggiunsero anche le isole Calipsee, la chiesa fu danneggiata e quindi riconsacrata nel 1755. Nel 1958 fu dichiarata basilica minore da papa Pio XII.
La basilica è suddivisa in tre navate ed è ricca di affreschi, dei quali la maggior parte furono eseguiti da Giovan Battista Conti, mentre sono notevoli il baldacchino e la statua di san Giorgio di Pawlu Azzopardi. All'interno della basilica sono anche presenti opere di Michele Busuttil e Mattia Preti.

## Interno
Alla chiesa ci si riferisce spesso come alla basilica di marmo poiché è completamente rivestita con questo materiale.
Gli affreschi sul soffitto e nella cupola sono di Giovanni Battista Conti di Roma e alle pareti opere di una vasta gamma di altri artisti tra cui: Mattia Preti, Giuseppe Calì, Michele Busuttil, Giuseppe Fenech, Francesco Zahra, Fortunato Venuti, Injazju Cortis, Ramiro Calì, Filippo Cosimo, Giuseppe D'Arena, Salvatore Bondì, Roberto Dingli e Stefano Erardi.
All'interno della Sagrestia è affisso il ritratto del pittore Giovanbattista  Conti, olio su tela dipinto nell'anno 1972 dal fratello Fausto Conti, anch' egli pittore  romano ed autore di molte opere  a carattere religioso tra cui le più importanti sono la realizzazione dei dipinti sella navata, della cupola, e della via crucis nel santuario di Tindari e i ritratti dei papi Giovanni XXIII e Paolo VI da cui sono stati realizzati i mosaici siti nella Basilica di San Paolo Fuori le Mura a Roma (Italia)  

### Navata destra

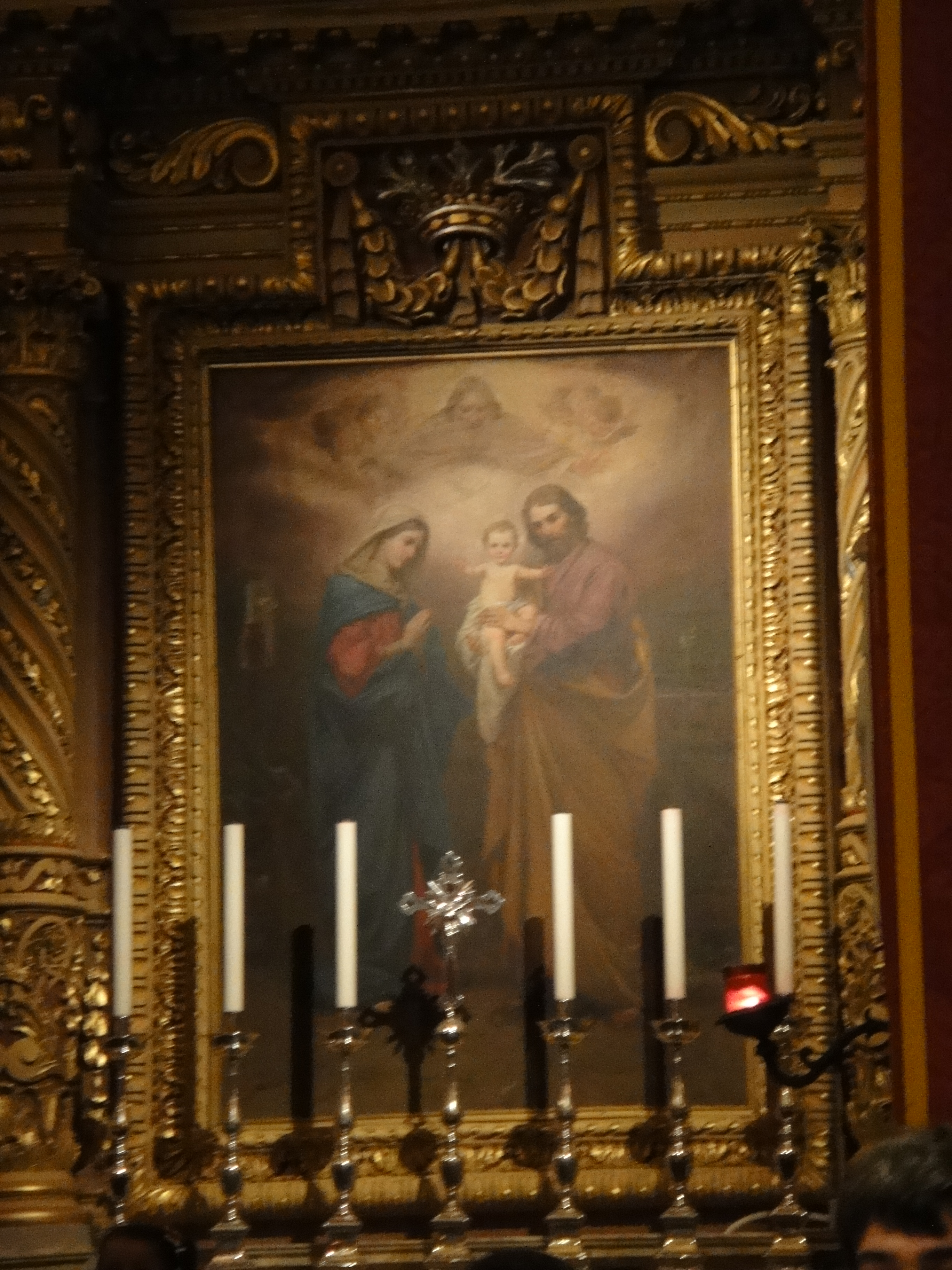
Sacra Famiglia, Cappella di San Giuseppe, Giuseppe Calì.

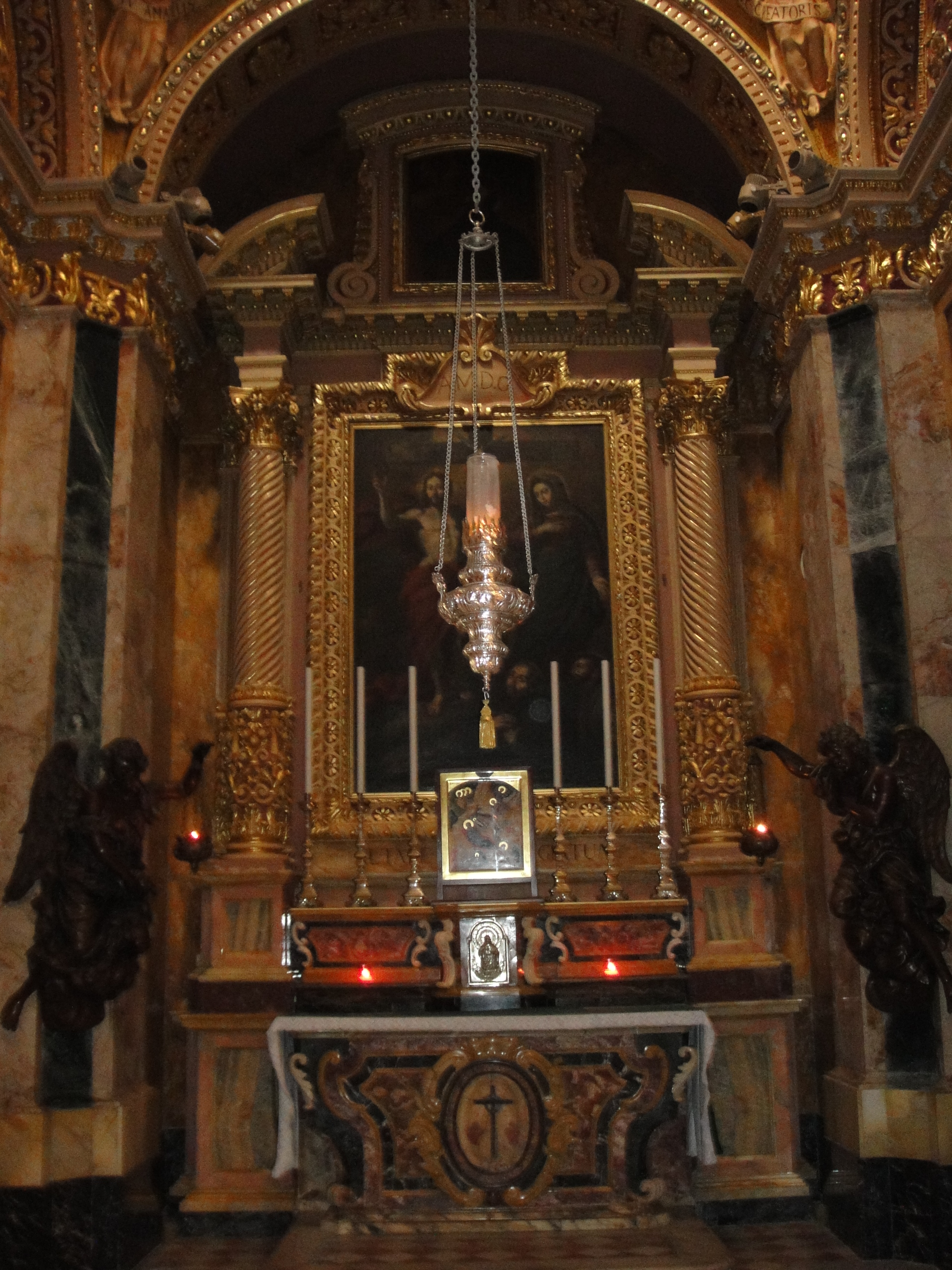
Gesù e Maria, Cappella di Gesù e Maria, Alessio Erardi.

- Cappella di Santa Caterina d'Alessandria. Altare barocco con dipinto raffigurante il Matrimonio mistico di Santa Caterina, opera di Giuseppe D'Arena.
- Cappella di Santa Teresa di Lisieux. Ingresso senza altare contenente una piccola tela ad olio di forma ovale raffigurante Santa Teresa di Lisieux, opera di Ramiro Calì.
- Cappella di San Giuseppe. Altare barocco con dipinto di Giuseppe Calì raffigurante la Sacra Famiglia del 1899.
- Cappella di San Lazzaro. Sull'altare in stile barocco è custodito il dipinto raffigurante la Risurrezione di Lazzaro, opera di Giuseppe D'Arena. In questo ambiente è sepolto San Clemente.
- Cappella di San Gaetano. Qui era attestato il primitivo altare della Santa Croce. Quest'ambiente ospita la statua del santo titolare San Giorgio di Pietro Paolo Azzopardi del 1838 e il simulacro di Cristo Risorto del 1996. Il dipinto raffigurante San Gaetano di Thiene è stato rimosso ed ospitato nel museo della basilica.

### Navata sinistra
- Cappella di Gesù e Maria. Sull'altare il dipinto di Alessio Erardi raffigurante Cristo Salvatore e la Vergine con Sant'Ignazio di Loyola e San Francesco Saverio del 1723. Questa cappella custodisce la statua lignea di Gesù e Maria, opera di Sigismondo Dimech, realizzata a cavallo tra il 1802 e il 1807.
- Cappella delle Anime Sante del Purgatorio. Altare barocco progettato da Francesco Zahra e realizzato tra il 1759 e il 1761 da Giovanni Antonio Durante. L'ambiente custodisce il dipinto raffigurante la Madonna delle Grazie e le Anime Sante del Purgatorio, opera di Mattia Preti del 1687c.
- Cappella di San Michele Arcangelo. Sull'altare il mosaico realizzato a Roma nel 1963 raffigurante l'Arcangelo Michele ispirato al primitivo dipinto custodito nel museo della basilica.
- Cappella di Sant'Alfonso Maria de' Liguori. L'ambiente custodisce un olio su tela ovale raffigurante Sant'Alfonso Maria de' Liguori, opera del maltese Ramiro Calì commissionata nel 1925.

### Transetto
- Absidiola destra: Cappella della Santa Croce e del Santissimo Sacramento.
- Absidiola sinistra: Cappella di San Paolo Apostolo. Altare barocco con dipinto raffigurante San Paolo e l'Immacolata Concezione, opera di Stefano Erardi del 1699.

## Feste religiose
- 23 aprile, San Giorgio Martire festa liturgica, la festa patronale esterna ricorre la terza domenica di luglio.

## Altre immagini

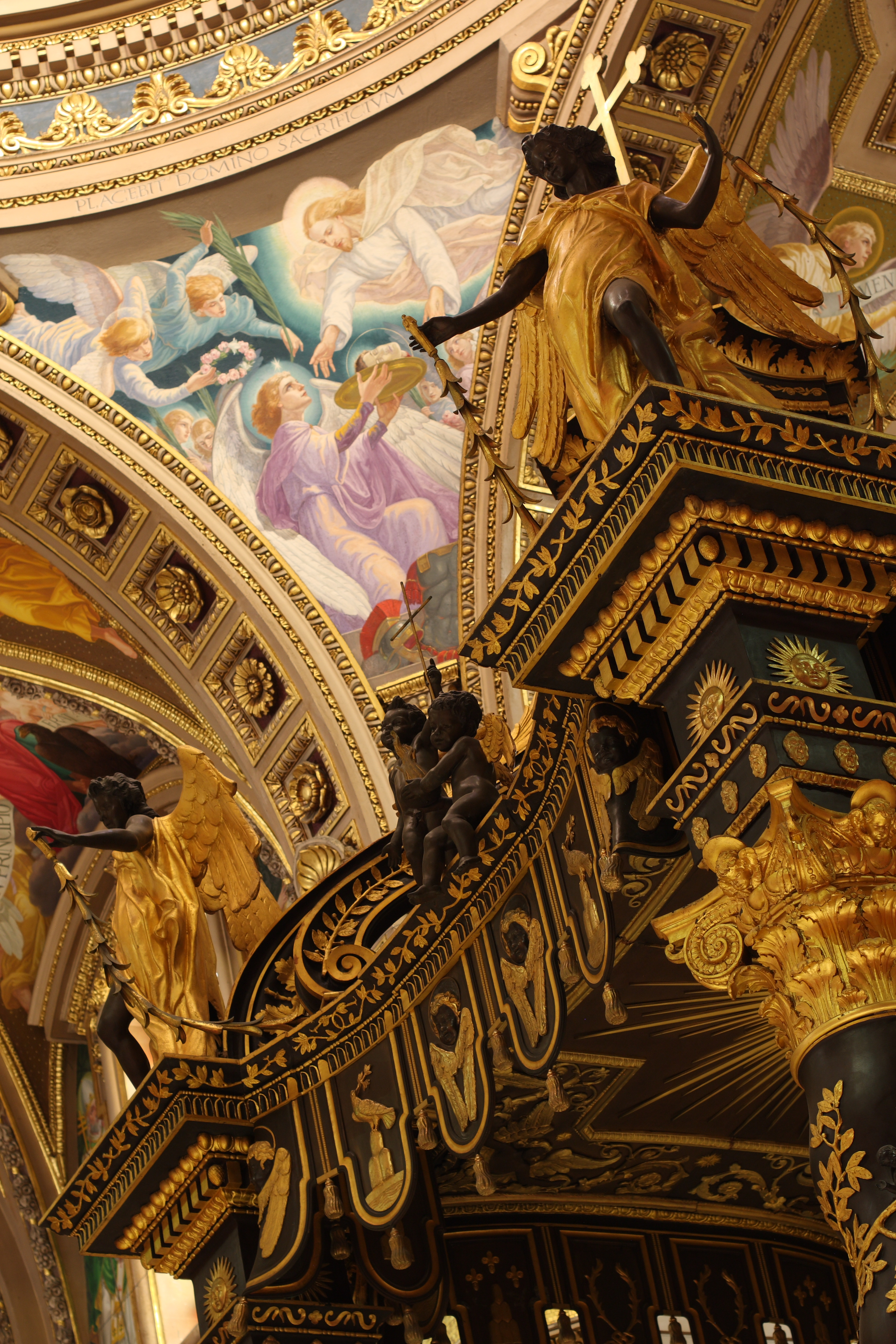
Dettaglio dell'interno
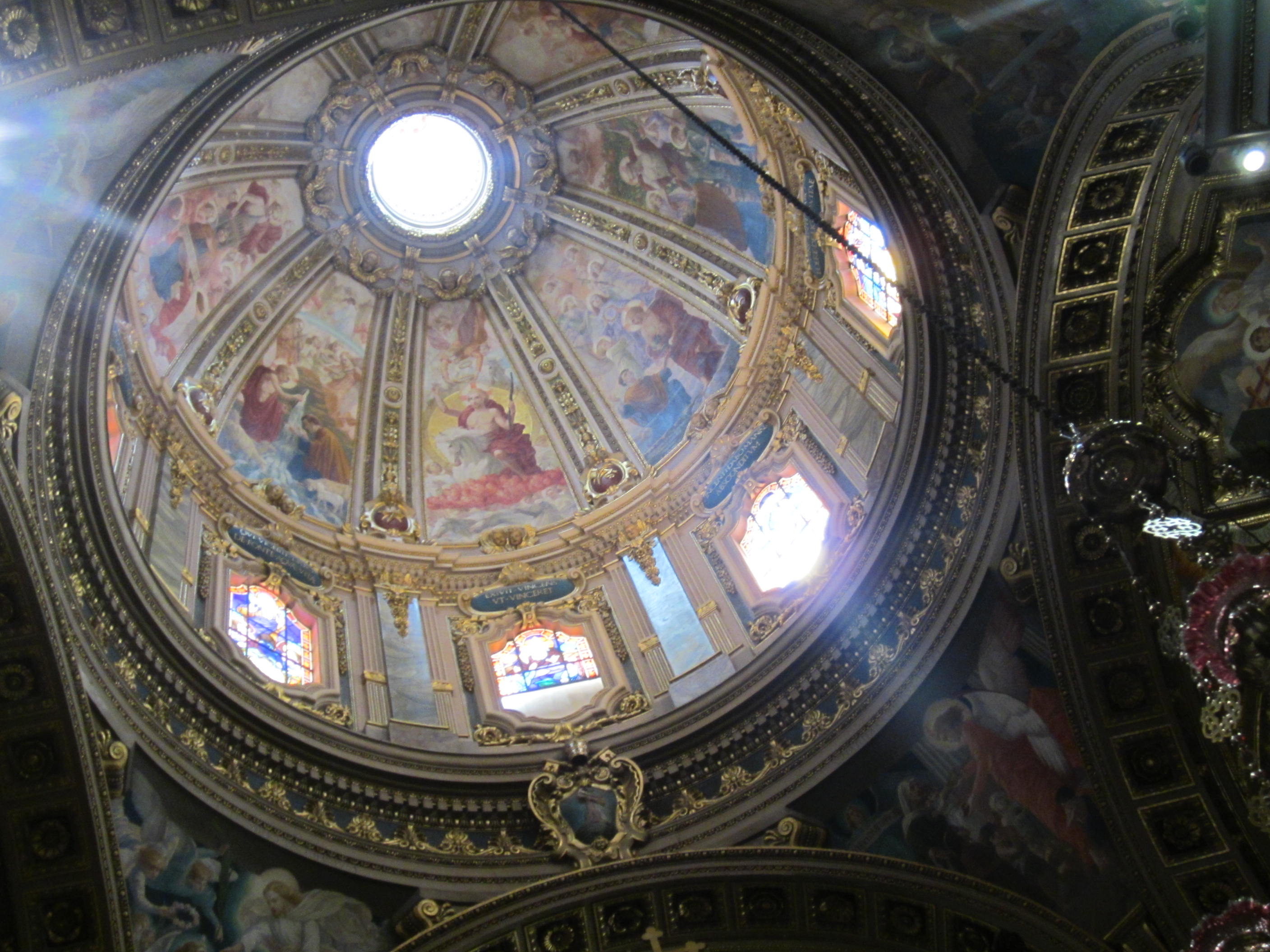
La cupola
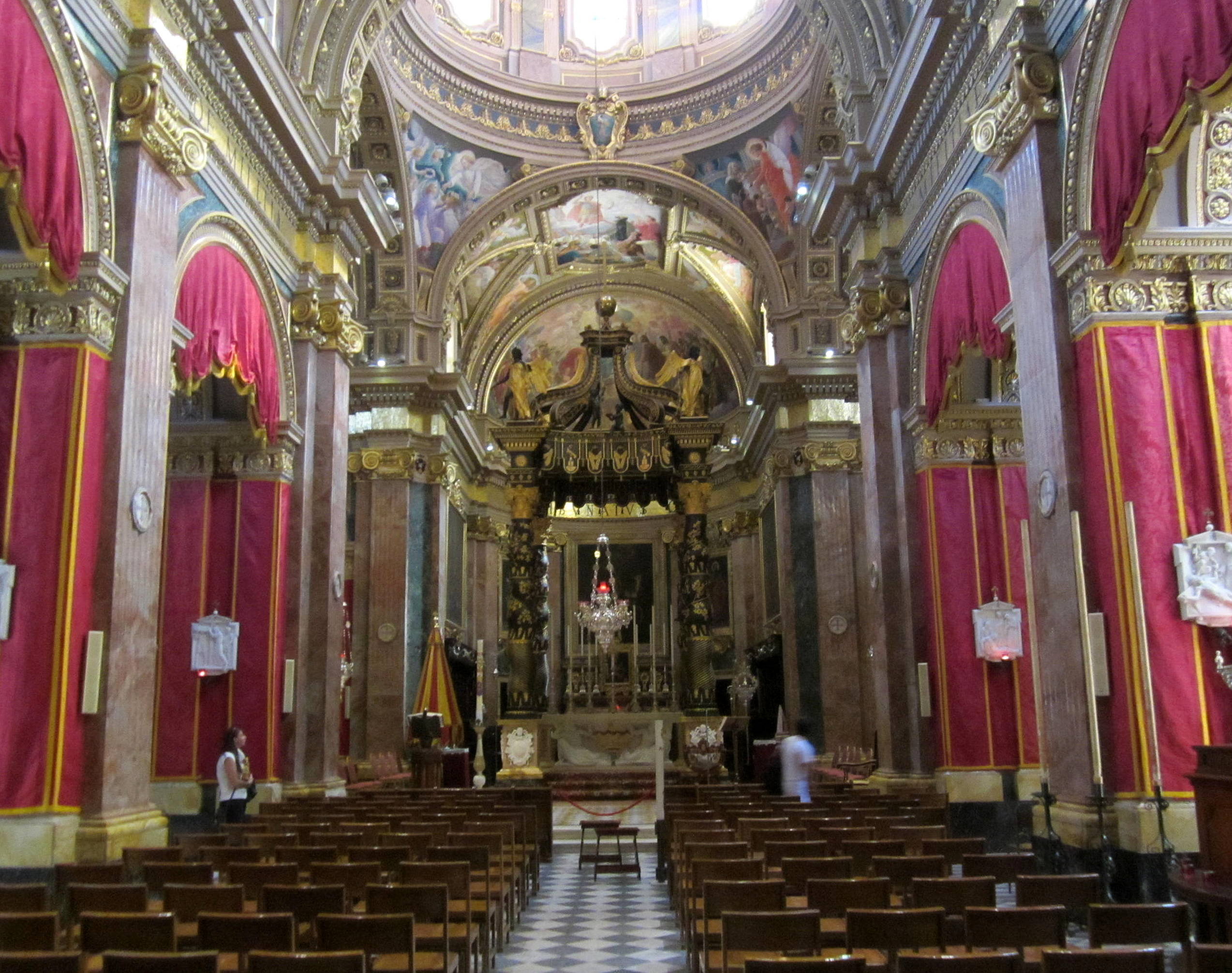
L'interno della basilica